# طاقة فيرمي
طاقة فيرمي أو مستوى فيرمي  في فيزياء الجوامد وفيزياء المواد المكثفة تمثل أعلى مستوى طاقة يشغلها إلكترون عند درجة الصفر المطلق. فعند درجة حرارة صفر كلفن (الصفر المطلق) لا تكتسب الإلكترونات أي طاقة حرارية تساعدها على التحرك. وتبدأ بملء مستويات الطاقة الأدنى في «تجمعات الذرات» أولا ثم الأعلى، فالأعلى، مشكلة بحرا من الإلكترونات يدعى بحر فيرمي. يمثل سطح هذا البحر «طاقة فيرمي». عند ارتفاع درجة الحرارة فوق الصفر لا تتزحزح طاقة فيرمي عن مكانها على الإطلاق  لأنها حد معين مميز للمادة، ولكن الإلكترونات التي تكتسب طاقة تتعدى هذا الحد، فهي تتوزع فوقه طبقا لتوزيع بولتزمان وتصبح حرة يمكنها الحركة والتوصيل.
(يمكن تشبيه ذلك بفنجان نملأ فيه رملا، يرتفع مستوى الرمل في الفنجان إلى أن يصل إلى حافته [ذلك هو حد فيرمي بالنسبة للإلكترونات في تجمع ذرات ]. فإذا أضفنا رملا آخر فوق هذا الحد فهو ينسكب خارج الفنجان، ونقول أن هذا الرمل أصبح حرا طليقا، أي ليس في الفنجان.)
لطاقة فيرمي أهمية كبرى في تعيين موصلية المادة للكهرباء لإنها مسؤولة مباشرا عن تعيين عدد الإلكترونات التي تصعد لنطاق التوصيل ولذلك تكتسب أهمية أكبر في أشباه الموصلات. فحسب إحصاء فيرمي-ديراك يكون احتمال وجود إلكترون عند مستوى طاقة فيرمي هي 50% ، وكذلك احتمال وجود ثغرة عند نفس مستوى طاقة فيرمي هي أيضا 50% , مما يعني تواجد حوامل شحنة - من النوعين - عند مستوى فيرمي.

## طاقة فيرمي

حزم الطاقة والإلكترونات في أنواع مختلفة من المواد: العازل وشبه الموصل والموصل، ويظهر مستوى فيري في كل منها.

بالنظر إلى الشكل 1 يمكن دراسة «مستوى فيرمي» في المواد الصلبة المختلفة:
- في الموصلات يمتزج نطاقا التكافؤ والتوصيل، ويقع مستوى فيرمي في منطقة التمازج. عند الصفر المطلق ستكون جميع الإلكترونات أسفل طاقة فيرمي، ورغم ذلك فبعضها يكون في نطاق التوصيل، مما يجعلها توصل الكهرباء عند الصفر المطلق. وغني عن الذكر أنها ستوصل الكهرباء عند درجات حرارة أعلى من ذلك.
- في أشباه الموصلات غير المشوبة يقع مستوى فيرمي في المنتصف بين نطاق التكافؤ ونطاق التوصيل، ولا توجد إلكترونات في نطاق التوصيل عند الصفر المطلق. لكن عند ارتفاع درجة الحرارة تصعد بعض الإلكترونات إلى نطاق التوصيل وتخلي أماكنها في «نطاق التكافؤ» مخلفة ثغرات، ويزداد عدد الإلكترونات - التي تترك ثغرات بارتفاع درجة الحرارة. وهناك تصرفان للإلكترون في هذه الحالة:
- عند إمداد الإلكترونات بطاقة في أشباه الموصلات، إما بواسطة رفع درجة الحرارة أو بتسليط فوتونات ذات طاقة أكبر من فجوة الطاقة. تلك خيارات غير مقبولة في أغلب التطبيقات بسبب استهلاك كثير من الطاقة الحرارية أو الطاقة الإشعاعية،
- زحزحة مستوى فيرمي صعودا أو نزولا لترجيح كفة إما الإلكترونات أو الثغرات. هذه الزحزحة لا تتم برفع الحرارة وإنما تتم عن طريق التشويب (إضافة مادة أخرى مناسبة). وكلما زاد التشويب يتزحزح المستوى عن مكانه بدرجة أكبر. يتيح التشويب المناسب تغيير مستوى فيرمي إلى القدر المرغوب.
- في العوازل، لا وجود «لإلكترونات توصيل» عند الصفر المطلق. ولكن تتوجد إلكترونات توصيل عند درجات حرارة عالية. ويصبح احتمال توليد إلكترون-فجوة ممكنا، ولكن البُعد بين الطبقات يكون كبيرا في العوازل. بالتالي سنحتاج إلى قدر كبير من استهلاك الطاقة ويكون الثمن مكلفا.

## أنماط طاقة فيرمي
تعطى طاقة فيرمي بالعلاقة
| {\displaystyle E_{F}={\frac {\hbar ^{2}}{2m}}\left({\frac {3\pi ^{2}N}{V}}\right)^{2/3}\,} |

### المعادن
تتراوح قيمة الكثافة الحجمية للإلكترونات {\displaystyle N/V} في المعادن بين 1028 و
1029 ألكترون/m3 وهذا يعادل الكثافة النموذجية للذرات في المواد الصلبة.
فتحسب طاقة فيرمي كما يلي
{\displaystyle E_{F}={\frac {\hbar ^{2}}{2m_{e}}}\left(3\pi ^{2}\ 10^{28\ \sim \ 29}\ \mathrm {m} ^{-3}\right)^{2/3}\approx 2\ \sim \ 10\ \mathrm {eV} }

### الأقزام البيضاء
الأقزام البيضاء هي نجوم تمتلك كتلة مماثلة لكتلة الشمس، ولكن لديها نصف قطر صغير نسبيا بمرتبة نصف قطر كوكب الأرض. فتكون كثافته عالية جدا، مما يعني أن الإلكترونات لم تعد مرتبطة بالنوى، وتعالج كغاز إلكتروني مثالي. فتكون كثافة عدد الإلكترونات في القزم الأبيض 1036 إلكترون/m3.
وهذا يعني أن طاقة فيرمي:
{\displaystyle E_{F}={\frac {\hbar ^{2}}{2m_{e}}}\left({\frac {3\pi ^{2}(10^{36})}{1\ \mathrm {m} ^{3}}}\right)^{2/3}\approx 3\times 10^{5}\ \mathrm {eV} =0.3\ \mathrm {MeV} }

## مناهل
تصوير تفاعلي جافا يبين تأثير الحرارة أولا ومستوى فيرمي ثانيا على إلكترونات التوصيل